# As cruces de pedra na Bretaña
As cruces de pedra na Bretaña (en español: Las cruces de piedra en Bretaña) es un estudio histórico y descriptivo de los cruceros en la Bretaña francesa publicado por Castelao en 1930, como documentación previa para otro trabajo similar que estaba preparando sobre los cruceros gallegos, As cruces de pedra na Galiza.

## Contenido
Fue publicado por el Seminario de Estudos Galegos el 15 de mayo de 1930, e impreso en la imprenta Antúnez, de Pontevedra. Contiene el resultado del recorrido realizado con su mujer, Virxinia, entre mayo y agosto de 1929 gracias a una ayuda concedida por la Junta para Ampliación de Estudios y Investigaciones Científicas. Se dice que si le concedió gracias a las maniobras de algunos amigos suyos para ayudarle a superar la depresión sufrida tras la muerte de su único hijo, Alfonso Xesús de Braga, en enero de 1928 . Segundo di o propio Castelao, para entendermos os cruceiros galegos cumpría coñecer previamente os bretóns, tan imitantes dos galegos. No limiar do libro escribe:

"Dende fai bastantes anos veño recollendo materiales para un próisimo libro en col dos cruceiros galegos, cavilando sempre nun lonxano estudo comparativo das cruces de pedra dos Fisterres, que virá cando se coñezan ben por separado. Non se podería falar dos nosos cruceiros sen ter visitado primeiramente a Bretaña, e alá fun"

"Dende fai bastantes anos veño recollendo materiales para un próisimo libro en col dos cruceiros galegos, cavilando sempre nun lonxano estudo comparativo das cruces de pedra dos Fisterres, que virá cando se coñezan ben por separado. Non se podería falar dos nosos cruceiros sen ter visitado primeiramente a Bretaña, e alá fun"

Valentín Paz Andrade había realizado en 1927 un viaje por aquellas tierras y observó las similitudes advirtiendo de eso a Castelao, quien llevaba estudiando esta manifestación artística en Galicia desde principios de los años veinte.

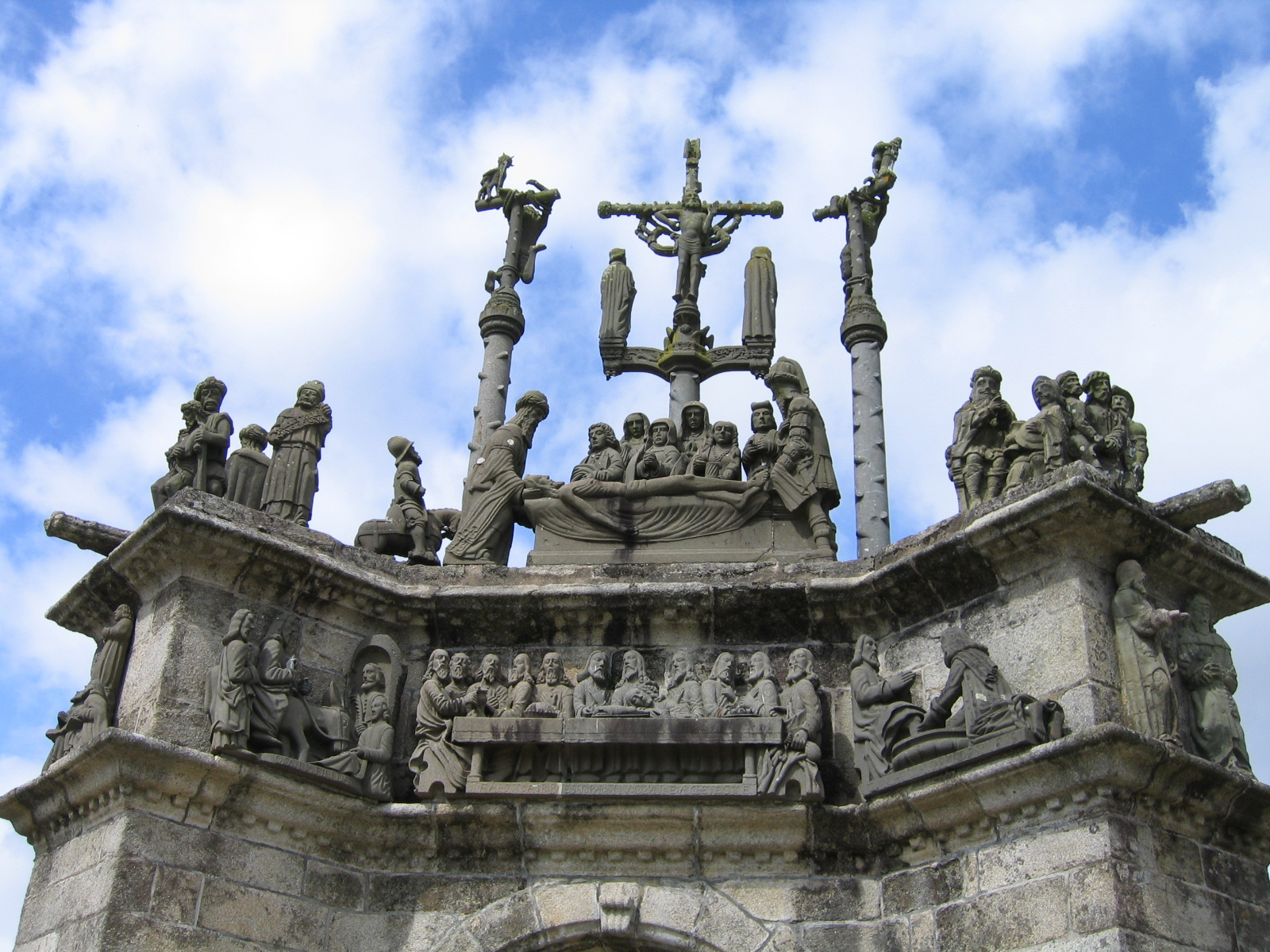
Calvario de Pleyben (Bretaña).

El texto se divide en cinco capítulos, comenzando por las cruces primitivas (que data ya en el siglo V) y los megálitos cristianizados hasta rematar en la descripción pormenorizada de los calvarios, con la representación de numerosas escenas y, algunos de ellos, con cientos de figuras, como lo de Guimiliau, que califica como el más interesante y más instrutivo; o lo de Pleyben, del que dice que es el mejor de todos, el más acertado y el más artístico. Las descripciones de los cruceros se completan con un total de 151 dibujos, de conjunto y de detalle, y 12 fotografías.
A La margen del propio libro, el viaje de Castelao dio pie a uno largo artículo, con el título Sant-iago en la Bretaña, que publicó en la revista Nós (revista) el 25 de julio de 1929 (n.º 67) y el mismo día de 1930 (n.º 79), incluyendo la traducción de un romance bretón titulado Don Xoán Derrién.

### Otros artículos
- Las cruces de una piedra en la Galicia
- Cruz monumental

- Datos: Q12383847